# Кара-Паго
Ка́ра-Паго́ (абаз. Къарапагва) — аул в Абазинском районе Карачаево-Черкесской Республики.
Образует муниципальное образование Кара-Пагское сельское поселение как единственный населённый пункт в его составе.

## География
Аул расположен у правобережья реки Кубань, в восточной части Абазинского района. Находится в 15 км к юг-западу от города Черкесск и в 48 км к северо-востоку от районного центра Инжич-Чукун (по дороге). Площадь сельского поселения составляет около 42.6 км2.
Граничит с землями населённых пунктов: Дружба на северо-востоке, Кош-Хабль и Малый Зеленчук на западе. К юго-востоку от аула за хребтом расположен аул Кубина.
Населённый пункт расположен в предгорной зоне республики. Аул находится в гребне хребта, являющегося водоразделом рек Кубань (на востоке) и Малый Зеленчук (на западе). К югу от аула начинает возвышаться Пастбищный хребет.  Перепады относительных высот составляют около 400 метров. Средние высоты на территории села составляют 823 метра над уровнем моря. Наивысшей точкой местности достигают высот до 950 метров над уровнем моря.
Гидрографическая сеть в основном представлена рекой Кубань, протекающей к востоку от аула. К западу от аула протекает река Камлюко, являющаяся левым притоком реки Малый Зеленчук.
Климат умеренный влажный с тёплым летом и прохладной зимой. Средняя годовая температура воздуха составляет +8,5°С. Наиболее холодный месяц — январь (среднемесячная температура —2,5°С), а наиболее тёплый — июль (+19,0°С). Среднегодовое количество осадков составляет около 750 мм в год. Основная их часть приходится на период с мая по июль.

## История
Аул Кара-Паго был основан в марте 1926 года переселенцами из аула Кубина, в междуречье рек Кубань и Камлюко.
В 2006 году аул был передан в состав новообразованного Абазинского района из Прикубанского района.

## Население
| 2002 | 2010 | 2012 | 2013 | 2014 | 2015 | 2016 |
| ---- | ---- | ---- | ---- | ---- | ---- | ---- |
| 547  | ↗699 | ↗706 | ↘700 | ↗706 | ↘704 | ↘702 |
| 2017 | 2018 | 2019 | 2020 | 2021 | 2023 | 2024 |
| ↗706 | ↗712 | ↗736 | →736 | ↘708 | ↗727 | ↘723 |
| 2025 |      |      |      |      |      |      |
| ↗724 |      |      |      |      |      |      |

Плотность — 17 чел./км2.
Национальный состав
По данным Всероссийской переписи населения 2010 года:
| Народ   | Численность, чел. | Доля от всего населения, % |
| ------- | ----------------- | -------------------------- |
| абазины | 648               | 92,7 %                     |
| черкесы | 27                | 3,9 %                      |
| русские | 11                | 1,6 %                      |
| другие  | 13                | 1,8 %                      |
| всего   | 699               | 100 %                      |

## Образование
- Средняя общеобразовательная школа — ул. Комсомольская, 11.
- Дошкольное учреждение Детский Сад — ул. Комсомольская, 13.

## Здравоохранение
- Фельдшерско-акушерский пункт — ул. Комсомольская, 12а.

## Культура
В ауле имеются Дом Культуры и сельская библиотека. Также функционирует международная абазинская общественная организация — «Алашара».

## Ислам
В ауле действует одна мечеть.

## Улицы
| Абазинская |
| Выгонная   |
| Гагарина   |
| Горького   |

| Дружбы        |
| Комсомольская |
| Магазинная    |
| Октябрьская   |

| Пионерская  |
| Свободы     |
| Степная     |
| Центральная |